# 法華寺 (姫路市五軒邸)
法華寺（ほっけじ）は、兵庫県姫路市五軒邸にある日蓮宗の寺院で山号は大乗山。通称六条門流播磨本山。旧本山は京都市の大本山本圀寺(六条門流)、親師法縁・筵師法縁。境内には寛延年間（1748年 - 1751年）の市川大洪水による溺死者供養塔（姫路市指定史跡）がある。

## 歴史
文明9年（1477年）4月、高照院日登上人により現在の三木市に創建された。その後、京都六条堀川に移転した大本山本圀寺の末寺となった。天正8年（1580年）に三木城主別所長治が羽柴秀吉軍に敗れ、兵火にあったため、現在の姫路市御着へ移転し法華堂を建てる。慶長5年（1600年）、姫路へ入封した池田輝政の姫路城築城にあたり、北条門付近に寺領を拝領して移転した後、万治3年(1660年) に御着の地より現在地にお堂、伽藍を移動、法華寺とした。寺社奉行により、法華宗播磨国触頭を命ぜられ、重要な位置を占める寺格を受ける。享保年間に再建した諸堂宇が、明治初めの失火で消失、姫路城内の千姫堂を移して本堂とする。しかし、昭和20年（1945年）7月3日の姫路大空襲により伽藍が全焼した。戦後、客殿、山門、庫裡、書院が再建され、さらに立教開宗750年慶讃事業として空襲で焼失した千姫位牌堂を再現した本堂が再建された。宗宝となる日蓮聖人御消息の断片・准宗宝の重乾遠三師の御本尊等が現存する。

## 境内
- 本堂
- 墓地 - 姫路城家老・坪内祖介の墓と坪内家先祖代々の墓、俳優・鈴木亮平の父親の菩提寺のため先祖代々の墓がある。
- 庫裏

## 文化財
- 境内の供養塔は姫路市指定史跡。寛延二年市川大洪水も参照。

## 歴代
- 開山　　高照院日登上人（大本山本圀寺第十五世日栖上人御弟子）文禄５年3月13日遷化
- 第二世　国乗院日真上人　元和７年4月13日遷化
- 第三世　常在院日翁上人　寛永15年5月18日遷化
- 第四世　安全院日受上人　寛文5年7月13日遷化
- 第五世　真如院日如上人　寛永12年11月9日遷化
- 第六世　本成院日迨[1]上人　延宝4年11月6日遷化
- 第七世　玄通院日遵上人　延宝9年7月30日遷化
- 第八世　霊妙院日鐃上人　宝永5年9月22日遷化
- 第九世　観理院日念上人　享保11年9月17日遷化
- 第十世　松鷲院日永上人　享保19年10月4日遷化
- 第十一世　皆是院日演上人　寛永2年9月3日遷化
- 第十二世
- 第十三世　智静院日恵上人
- 第十四世
- 第十五世　智道院日進上人　延享1月17日遷化
- 第十六世　遠妙院日要上人　天明4月6日遷化（本堂庫裏再建す）
- 第十七世　教授院日導上人　寛政9年5月1日遷化
- 第十八世　教善院日英上人　彦根 妙源寺18世へ移る。後文政13年7月12日遷化
- 第十九世　教詔院日善上人
- 第二十世　智玄院日融上人　山科 大立寺36世より移る。安政4年2月23日遷化
- 第二十一世　義孝院日見上人
- 第二十二世　不著院日浄上人　彦根 妙源寺22世より移る
- 第二十三世　明静院日昇上人　明治27年11月12日遷化
- 第二十四世　英壽院日誠上人　昭和元年12月28日遷化
- 第二十五世　英紹院日純上人　田中 行明 京都 法性寺 伏見 墨染寺40世と移住 平成3年遷化
- 第二十六世　本壽院日亮上人　森 恵亮 伏見 法性寺28世より移住 昭和60年7月19日遷化
- 第二十七世　遠壽院日洸上人　（大本山本圀寺第九十九世加歴）森 日洸
  - 平成17年（2005年）二十七世住職が日蓮宗大本山本圀寺九十九世伝燈加歴貫首に招請された。

令和四年より本山本満寺六十三世貫首就任
- 第二十八世　永壽院日静上人    森 勝亮  平成29年に宍粟市山崎町の法傳寺第26世住職より移住。

## 関連資料
- 『『生野道』をたずねて』姫路市教育委員会文化財課(平成29年)